# Чернов Сергій Миколайович
Сергій Микола́йович Черно́в (28 січня (9 лютого) 1887 — 26 грудня 1941) — російський та радянський історик,  учень С. Ф. Платонова і О. Є. Преснякова, доктор історичних наук (1937).

## Життєпис
Сергій Миколайович народився 28 січня (9 лютого) 1887 року у Саратові в сім'ї купця. У 1905 році закінчив 1-шу Саратовську чоловічу гімназію і поступив на юридичний факультет Петербурзького університету. У 1907 році перейшов на історичний відділ історико-фіодогічного факультету. 1912 року закінчив університет і був відсторонений при факультеті для підготовки до професорського звання.
У 1917 році вибраний приват-доцентом історико-фіологічного факультету Саратовського університету. З 1918 року — професор. Видавав у Саратовському університеті, допоки у 1928 році не був звільнений через звинувачення у «націоналізмі». З 1929 року — член Археографічної комісії, але у тому році був звільнений у зв'язку з «Академічною справою». у 1930-х роках працював у Ленінграді та Середній Азії. З 1937 року — професор кафедри історії СРСР Горьковського педагогічного інституту. У 1937 році здобув ступінь доктора історичних наук по змішаності наукових праць.
В 1939 році переїхав в місто Пушкін Ленінградської області. Працював у Інституті народів Півночі, викладав у Ленінградському державному університеті та в Ленінградському місцевому педагогічному інституті.
Наукові інтереси Чернова містили російський визвольний рух XIX століття, історію декабризму, життя і діяльність М. Г. Чернишевського.
Під час Німецько-радянської війни не встиг евакуюватися з Пушкіну. Помер 26 грудня 1941 року від дистрофії в умовах німецької окупації. (в ряді радянських джерел наводиться помилкова дата смерті 5 січня 1942 року). Похоронений на  Казанському кладовищі у братській могилі з поетом-фантастом О. Р. Беляєвим.

## Відомі праці
- К учёным несогласиям о суде над Максимом Греком // Сборник статей по русской истории, посвящённых С. Ф. Платонову. — Пг., 1922. — С. 48—71.
- Несколько справок о «Союзе Благоденствия» перед Московским съездом 1821 г. — Саратов, 1924.
- Семья Чернышевских. — Саратов, 1927.
- Четыре письма неизвестного к декабристу И. Д. Якушкину. — Саратов, 1927.
- У истоков русского освободительного движения: избранные статьи по истории декабризма. — Саратов, 1960.
- Павел Пестель: избранные статьи по истории декабризма. — СПб., 2004.

## Список використаної літератури
- Андреєва Т. В. Некоторые вопросы истории либерального движения в освещении С. Н. Чернова // Третьи мартовские чтения памяти С. Б. Окуня: Материалы научной конференции. — СПб., 1997. — С. 88—98.
- Андреева Т. В., Смирнова Т. Г. П. Г. Любомиров и С. Н. Чернов // Русская наука в биографических очерках. — СПб., 2003. — С. 456—488.
- Андреева Т. В., Соломонов В. А. Историк и власть: Сергей Николаевич Чернов. 1887—1941. — Саратов: Научная книга, 2006. — 376 с., ил. — ISBN 5-9758-0308-X.
- Воронихин А. В. К 100-летию со дня рождения Сергея Николаевича Чернова // История СССР. — 1988. — № 3. — С. 212—214.
- Сергей Николаевич Чернов // Освободительное движение в России. — Саратов, 1989. — Вып. 12. — С. 5—10.
- Курбатов Ю. А. С. Н. Чернов и Всесоюзное общество политкаторжан и ссыльнопоселенцев: (Неизвестное письмо историка-декабристоведа в редакцию журнала «Каторга и ссылка») // Проблемы философии, истории, культуры. — Саратов, 1996. — С. 60—63.
- Мочалов И. И. Беда в железных перчатках // Родина. — 2005. — № 7. — С. 100—101.
- Мочалов И. И. «Беда придёт… в железных перчатках» // Вопросы истории естествознания и техники. — 2006. — № 2. — С. 130—153.
- Соломонов В. О. 1928 год в судьбе профессора Сергея Николаевича Чернова (к истории одного университетского конфликта) // Известия Саратовского университета. Новая серия. История. Право. Международные отношения. — 2008. — Т. 8. — Вып. 1. — С. 63—68.
- Соломонов В.О., Шишкина Т. А. С. Ф. Платонов и саратовское научное сообщество (по эпистолярному наследию учёного) // Историографический сборник: Межвузовский сборник научных трудов. — Саратов, 2008. — Вып. 23. — С. 54—71.
- Філімонов С. Б. С. Н. Чернов — историк и краевед // Отечество. — М., 1994. — Вып. 5. — С. 178—192.